# 103.º Batallón Antiaéreo Pesado
El 103.º Batallón Antiaéreo Pesado (103. schwere Flak-Abteilung (o)) fue una unidad de la Luftwaffe durante el Tercer Reich y la Segunda Guerra Mundial.

## Historia
Fue formado en septiembre de 1944 en Bardufoss con:
Sin Plana Mayor
- 1.ª Bat./103.º Batallón Antiaéreo Pesado/Nuevo
- 2.ª Bat./103.º Batallón Antiaéreo Pesado/Nuevo
- 3.ª Bat./103.º Batallón Antiaéreo Pesado desde la 1.ª Bat./504.º Batallón Antiaéreo Mixto (formada en octubre de 1944)

La 1.ª Bat./103.º Batallón Antiaéreo Pesado fue trasladada a Alemania y terminó la guerra con el XVII Comando Administrativo Aéreo. En 1945 la 2.ª Bat. y la 3.ª Bat./103.º Batallón Antiaéreo Pesado fueron conocidas como la 5.ª Batería F y la 7.ª Batería F, respectivamente.

## Servicios
- 1 de octubre de 1944: bajo la 13.ª Brigada Antiaérea (181.º Regimiento Antiaéreo) [1.ª Bat., 2.ª Bat./103.º Batallón Antiaéreo Pesado]
- 1 de noviembre de 1944: bajo la 13.ª Brigada Antiaérea (181.º Regimiento Antiaéreo) [1.ª Bat., 3.ª Bat./103.º Batallón Antiaéreo Pesado]
- 1 de diciembre de 1944: bajo la 13.ª Brigada Antiaérea (181.º Regimiento Antiaéreo) [1.ª Bat., 3.ª Bat./103.º Batallón Antiaéreo Pesado]
- abril de 1945: en Bardufoss bajo la 29.ª División Antiaérea (83.º Regimiento Antiaéreo) [adherido al 111.º Batallón Antiaéreo Mixto]